# Centroberyx druzhinini
Centroberyx druzhinini is een straalvinnige vissensoort uit de familie van slijmkopvissen (Berycidae). De wetenschappelijke naam van de soort is voor het eerst geldig gepubliceerd in 1981 door Busakhin.